# Чемпионат мира по хоккею с шайбой 2029
Чемпионат мира по хоккею с шайбой 2029 — 92-й по счёту чемпионат мира по хоккею, который пройдёт в Словакии весной 2029 года.

## Место проведения
Весной 2025 года на конгрессе ИИФХ в Стокгольме во время чемпионата мира должны были выбирать хозяев чемпионата через 4 года. Изначально было известно о трёх кандидатах. Это: Великобритания, Венгрия с чешским городом Брно и Словакия. Однако совместный чешско-венгерский проект не состоялся (город Брно не имеет должного стадиона). Не оформили заявку британцы. Так Словакия, без голосования 23 мая получило право на проведение чемпионата мира. Кошице примет чемпионат в третий раз, а Братислава в пятый (дважды словацкая столица принимала чемпионат как Чехословакия).

## Города и стадионы
Словакия в третий раз, с момента обретения независимости, примет Чемпионат мира. ИИХФ утвердил аренами для проведения турнира Зимний стадион Ондрея Непелы в Братиславе и Стил Арену в Кошице. Предыдущие два чемпионата мира также прошли на этих аренах в 2011 и 2019 годах.
| Словакия                                         | Словакия          | Словакия                      |
| Братислава                                       | Кошице Братислава | Кошице                        |
| ------------------------------------------------ | ----------------- | ----------------------------- |
| Зимний стадион Ондрея Непелы Вместимость: 10 055 | Кошице Братислава | Стил Арена Вместимость: 8 340 |
|                                                  | Кошице Братислава |                               |

## Участники
| ? из Европы | Словакия + |  |
| ? из Северной Америки |            |  |
| ? из Азии |            |  |
| Примечание: * - 13 команд автоматически квалифицировались в высший дивизион по итогам ЧМ-2028 ^ - 2 команды перешли в высший дивизион по итогам первого дивизиона ЧМ-2028 + - страна-хозяйка |            |  |